# 曾瑞如
曾瑞如，男、中華人民共和國和中國共產黨的政治人物、廣東揭西人。歷任揭阳市政府副市长、揭阳市政協委員。
2021年2月在政协揭阳市六届五次会议上当选为市政协副主席。